# فضيحة الحليب الصيني 2008

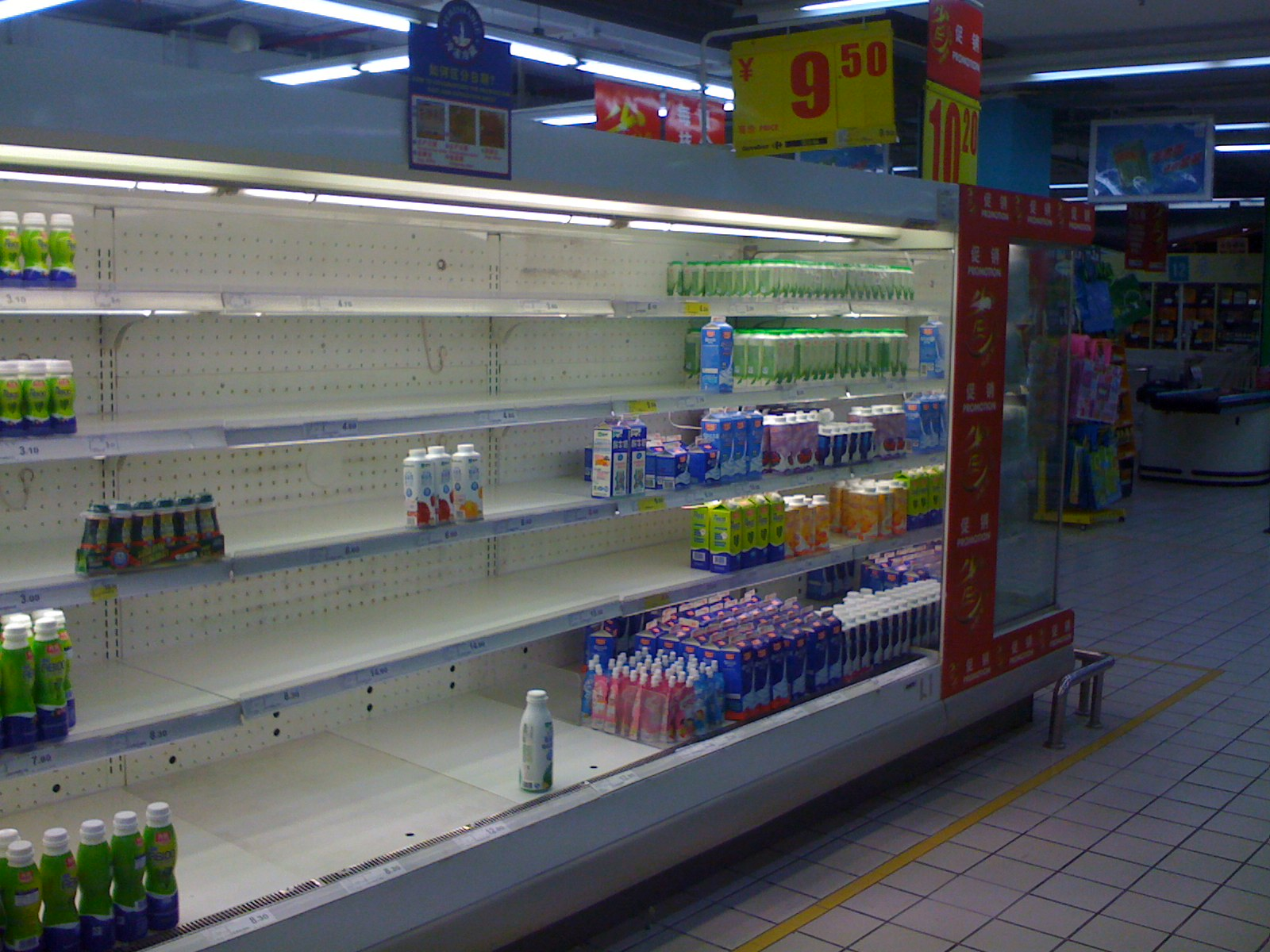
رفوف الحليب فارغة في سوبر ماركت كارفور في الصين نتيجة الفضيحة

مثلت فضيحة الحليب الصيني عام 2008 حادثة كبيرة تتعلق بسلامة الأغذية في الصين. تمثلت الفضيحة في تسويق حليب ومسحوق حليب الأطفال ملوثين تنتجهما مجموعة سانلو إضافة لمواد ومكونات غذائية أخرى بمادة الميلامين الكيميائية، مما أدى إلى ظهور حصوات الكلى وأضرار أخرى بالكلى لدى الرضع. كان الهدف من استخدام هذه المادة الكيميائية هو زيادة محتوى النيتروجين في الحليب المخفف، ما يرفع ظاهريا محتوى بروتين فيه بهدف اجتياز اختبارات مراقبة الجودة. جرى إحصاء 300 ألف طفل متضرر، من بينهم 54 ألف طفل أُدخلوا المستشفى، وفقًا لأحدث تقرير في يناير 2009. كذلك خلصت التقارير الرسمية إلى أن وفيات ستة أطفال مرتبطة بالحليب الملوث.
يعود تاريخ فضيحة الحليب إلى ديسمبر 2007، عندما بدأت سانلو في تلقي شكاوى حول حصوات الكلى. قُدمت إحدى أبرز الشكاوى المبكرة في 20 مايو 2008، عندما نشرت أم عبر الإنترنت بعد أن علمت أن سانلو تبرعت بالحليب الذي كانت تشتكي منه لأيتام زلزال سيتشوان عام 2008.
وفي 20 مايو وصلت المشكلة إلى اجتماع مجلس إدارة سانلو للمرة الأولى، وأمروا بإجراء اختبارات متعددة من طرف ثالث. لم يُكتشف الجاني، وهو مادة الميلامين، في الاختبارات حتى 1 أغسطس. في 2 أغسطس، قرر مجلس إدارة سانلو إصدار استدعاء تجاري لتجار الجملة لكنه لم يبلغ تجار الجملة بأن المنتج كان ملوثًا؛ ومع ذلك، رفض نائب عمدة شيجياتشوانغ، الذي دُعي للحضور، السحب التجاري وأمر مجلس الإدارة بـ "إسكات أفواه الضحايا بالمال"، و"الانتظار حتى نهاية دورة الألعاب الأولمبية في بكين 2008 لتنتهي بسلاسة ثم تبدأ شرطة المقاطعة في مطاردة الجناة".
نُبهت شركة الألبان العملاقة النيوزيلندية فونتيررا، التي كانت تمتلك حصة 43% في سانلو، بشأن التلوث في اجتماع مجلس الإدارة في 2 أغسطس. نبهت فونتيرا الحكومة النيوزيلندية وواجهت الحكومة النيوزيلندية الحكومة الصينية في 8 سبتمبر. أعلنت الحكومة الصينية عن الفضيحة علنًا في 13 سبتمبر. بعد التركيز الأولي على سانلو، كشفت عمليات تفتيش حكومية أخرى أن منتجات من 21 شركة أخرى كانت ملوثة أيضًا، بما في ذلك منتجات من آرلا فودز-مونغنيو، وإيلي، وياشيلي. في حين وصلت المزيد والمزيد من الحالات إلى المستشفيات في جميع أنحاء البلاد [مطلوب توضيح] منذ ديسمبر 2007، قُدم التقرير الأول إلى الحكومة من قبل أي مستشفى في 16 يوليو.
أثارت القضية مخاوف بشأن سلامة الأغذية والفساد السياسي في الصين وأضرت بسمعة صادرات البلاد الغذائية. ووصفت منظمة الصحة العالمية الحادثة بأنها "مؤسفة"، وقامت ما لا يقل عن 11 دولة أجنبية بوقف جميع واردات منتجات الألبان الصينية. كذلك أجرت الحكومة الصينية عددًا من المحاكمات أسفرت عن إعدامين، وثلاثة أحكام بالسجن المؤبد، وحكمين بالسجن لمدة 15 عامًا، وإقالة أو استقالة قسرية لسبعة مسؤولين حكوميين محليين ومدير الإدارة العامة للرقابة على الجودة والتفتيش والحجر الصحي (AQSIQ). وحُكم على الرئيسة السابقة لشركة سانلو للألبان الصينية بالسجن المؤبد.
في أواخر أكتوبر 2008، اكتُشف تلوث مماثل بمادة الميلامين في البيض وربما في مواد غذائية أخرى. وتُتبع مصدر التلوث إلى إضافة مادة الميلامين إلى علف الحيوانات، على الرغم من الحظر الذي فُرض في يونيو 2007 عقب الفضيحة المتعلقة بمكونات أغذية الحيوانات الأليفة المصدرة إلى الولايات المتحدة.

### الصناعة الصينية

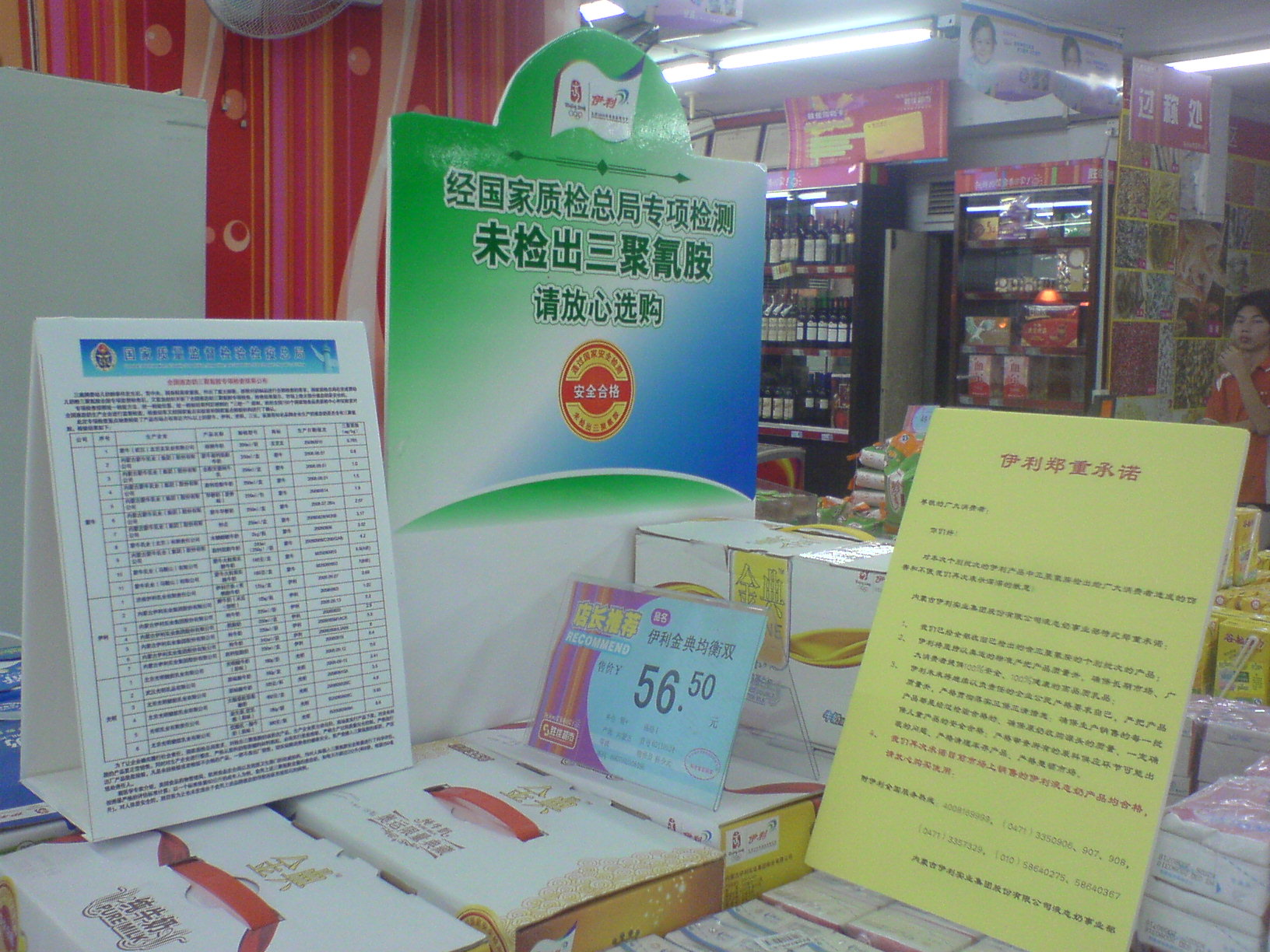
مواد نقاط البيع من شركة Yili Dairy تعلن عن شهادة صحية نظيفة من AQSIQ

### تايوان

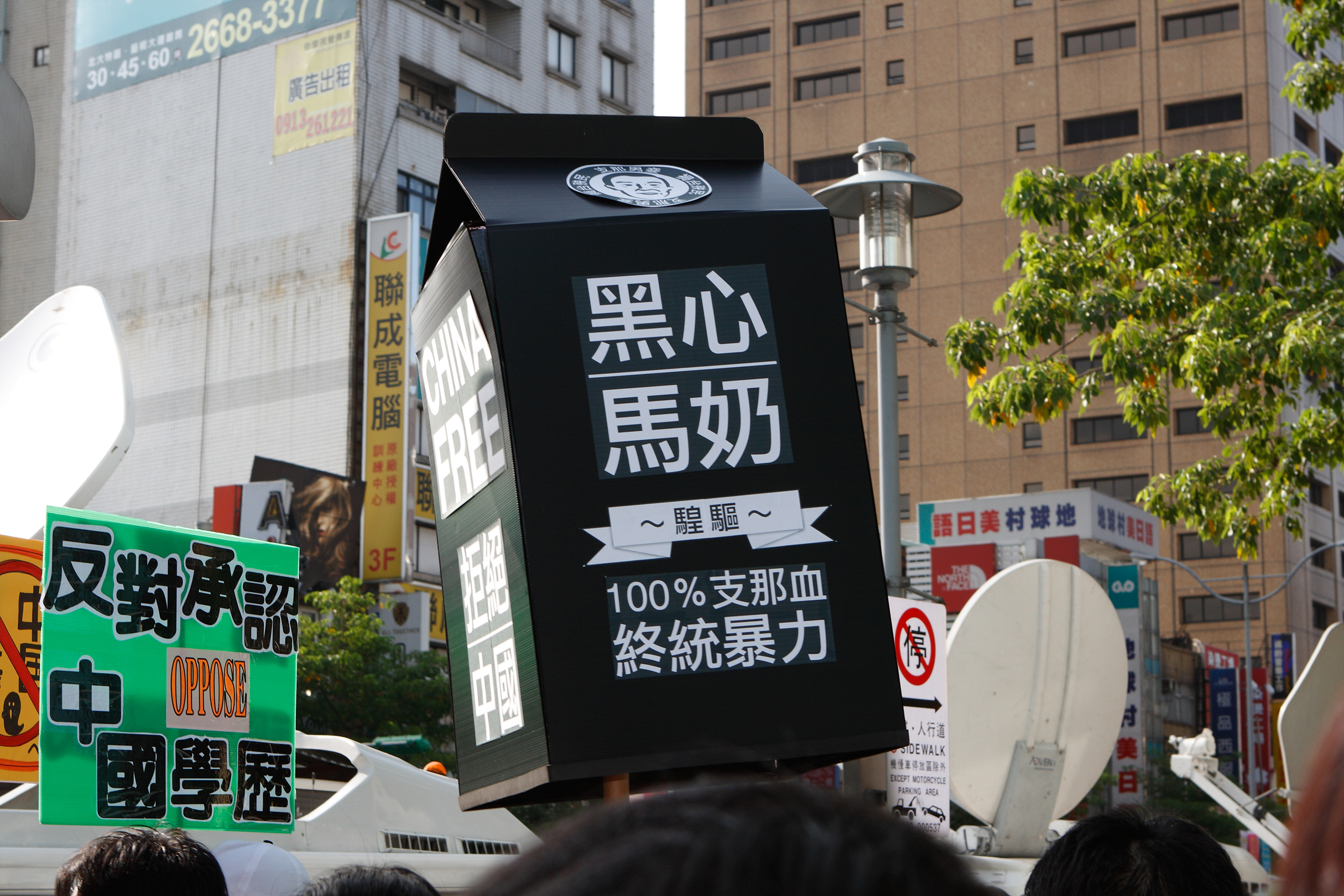
شارك نصف مليون شخص في المظاهرات المناهضة للصين في تايوان.